# 宗吾参道駅

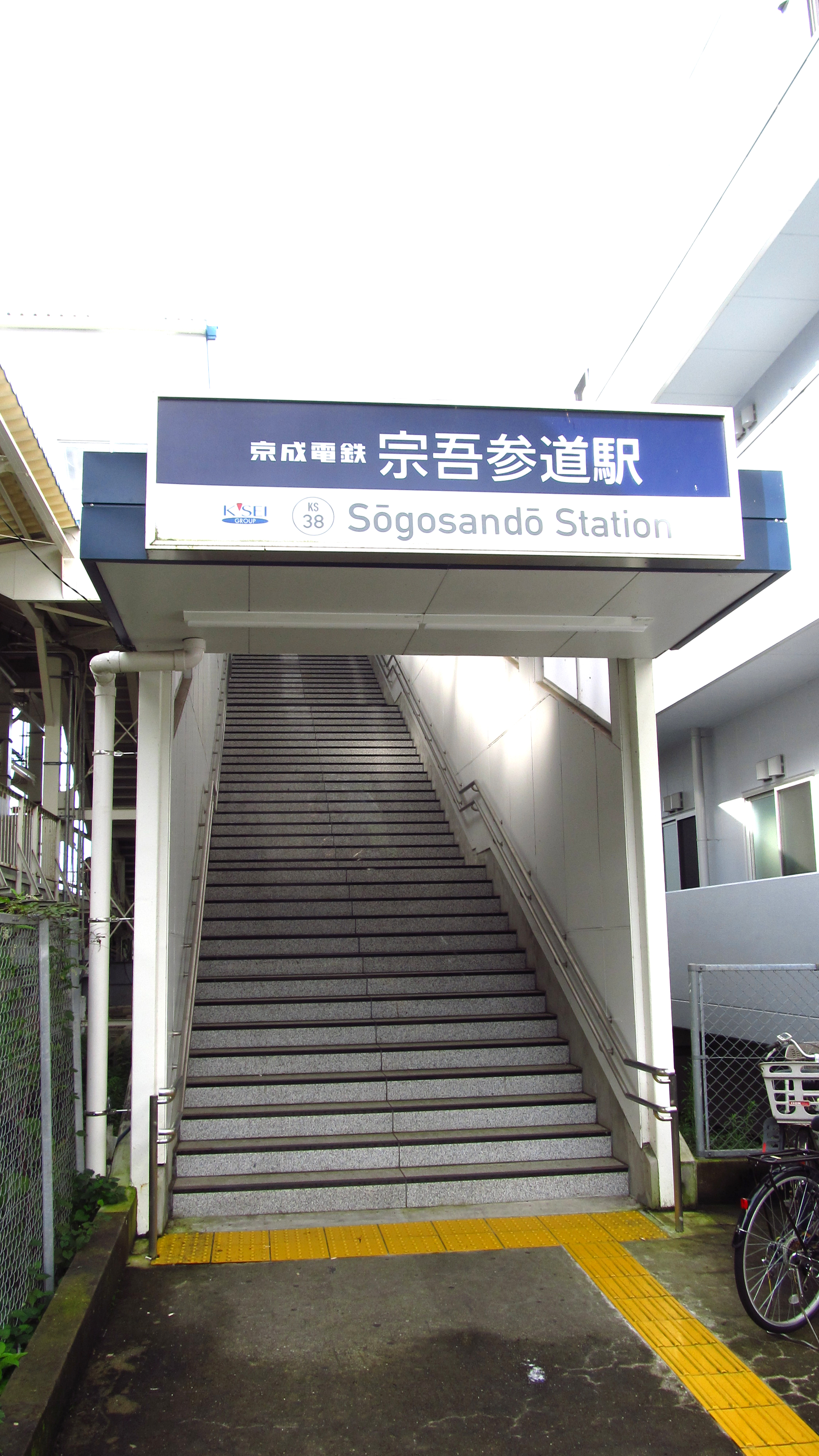
西口（2020年7月）

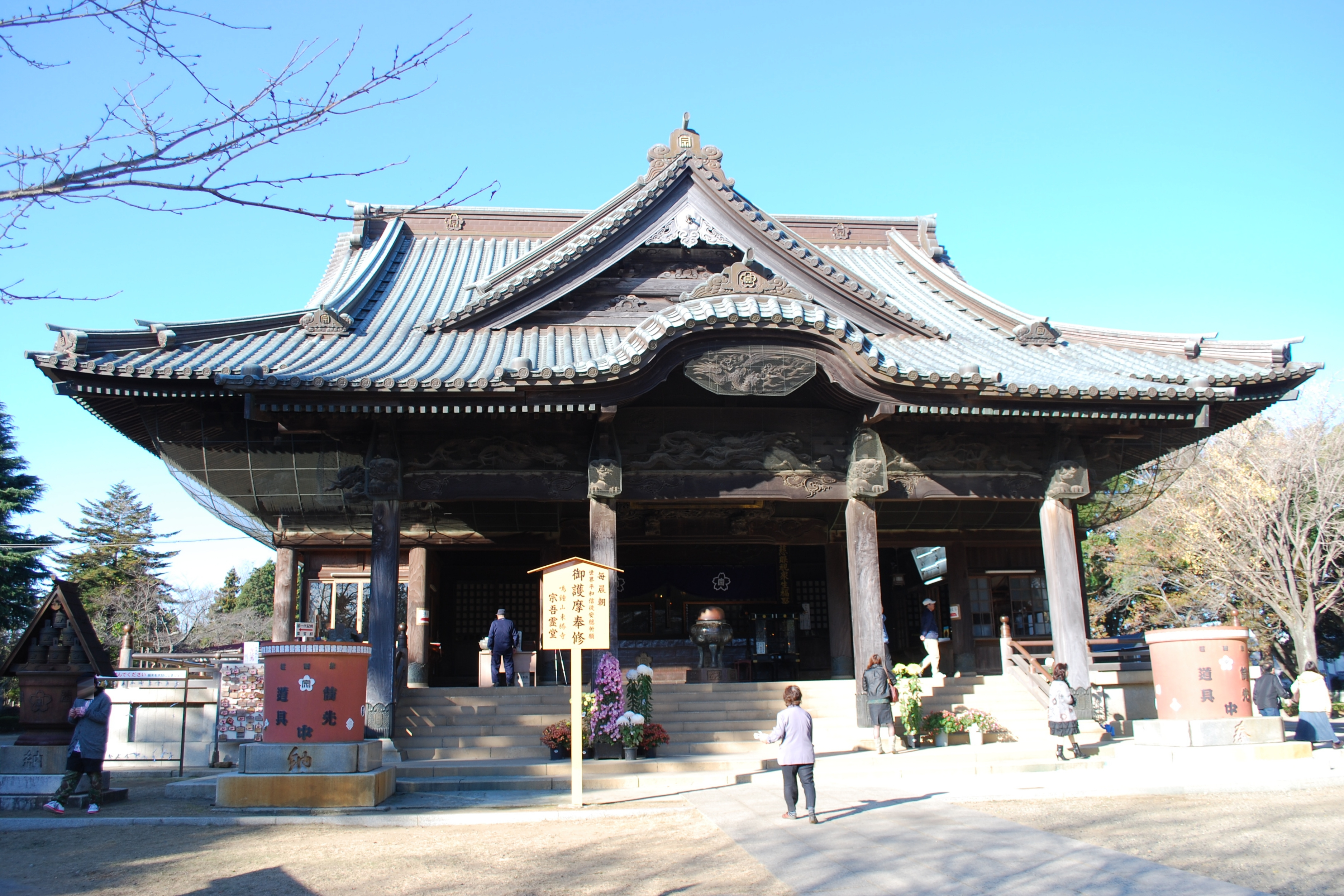
駅名の由来となっている東勝寺（宗吾霊堂）

宗吾参道駅（そうごさんどうえき）は、千葉県印旛郡酒々井町下岩橋にある、京成電鉄本線の駅である。駅番号はKS38。
近隣に宗吾車両基地があり、当駅を始終着とする列車が設定されている。

## 歴史
1911年（明治44年）1月20日、鳴鐘山東勝寺（宗吾霊堂）至近に、成田山新勝寺とを結ぶ成宗電気軌道の宗吾駅（当駅とは別駅）が開通したが、1944年（昭和19年）12月11日に不要不急線として廃止となり、当駅が東勝寺の最寄り駅となった。
- 1928年（昭和3年）4月1日 - 宗吾駅として開業[2]。当時の駅は現在より京成成田寄り、宗吾トンネルの入口の前にあった[3]。
- 1951年（昭和26年）7月1日 - 宗吾参道駅に改称[2]。
- 1982年（昭和57年）1月24日 - 現在地に移転[4]。
- 2006年（平成18年）12月10日 - 特急の停車駅に追加される[5]

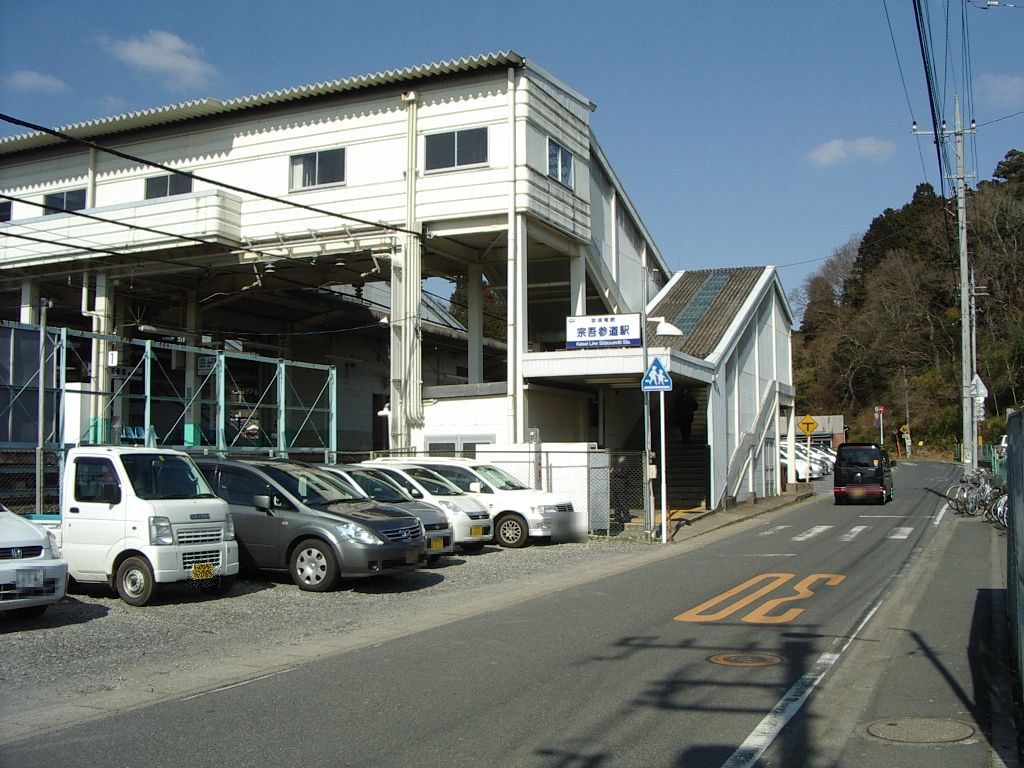
駅名看板更新前の東口（2007年2月）
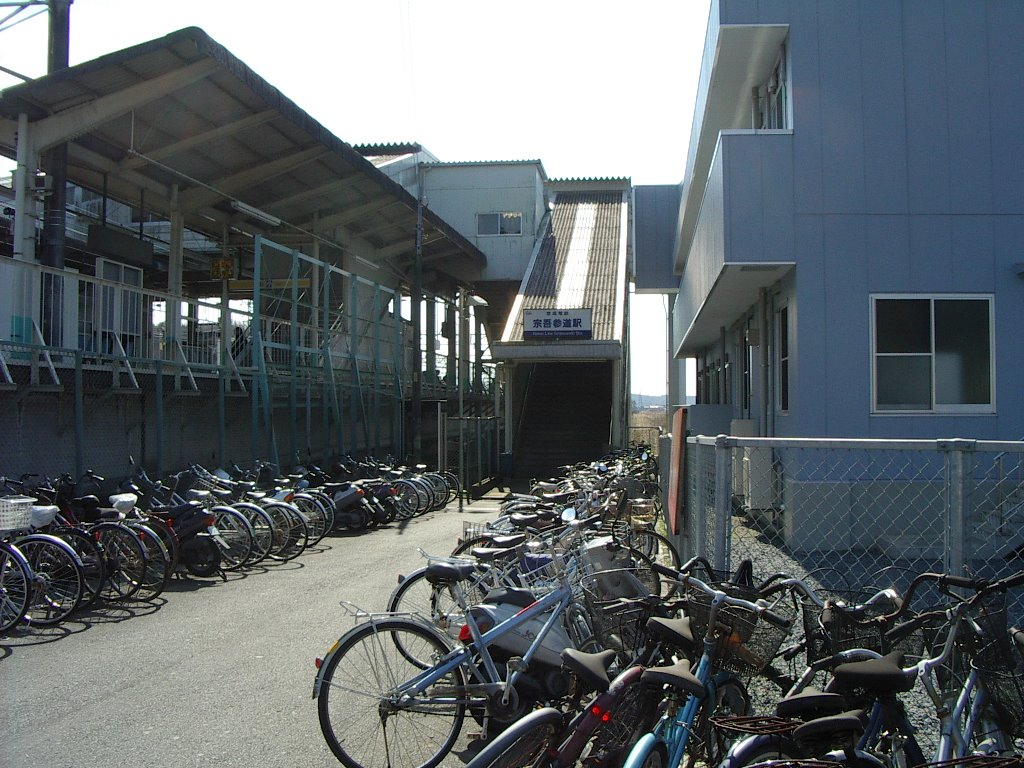
駅名看板更新前の西口（2007年2月）

## 駅構造
2面（島式1面・単式1面）3線のホームを持つ地上駅で、橋上駅舎を有している（京成成田駅管理）。エレベーター等のバリアフリー設備はない。トイレは1・2番線ホーム上に設置されている。
なお、橋上駅舎化前は2面のホームは構内踏切で連絡していた。
京成酒々井寄りに車両管理所（宗吾検車区・宗吾工場）があり、朝・夜間に当駅を始終着とする列車が設定されている。ホーム横に回送用の線路が1本ある。宗吾工場などは、今後成田空港のC滑走路増設に伴うアクセス強化や輸送力増強のため、大規模更新が計画されており、当駅においてもホームの改修工事などを実施している。
当駅に併設して乗務員の出退勤場所である京成電鉄宗吾乗務区が併設されているため、一部列車は当駅で乗務員が交代する。なお、京成電鉄の停車場には異常時の運転要員を兼ねて運転兼駅務主任が配置されているが、当駅では宗吾乗務区の助役が行うことになっているため、その配置がない。

### のりば
| 番線 | 路線     | 方向 | 行先                                              |
| ---- | -------- | ---- | ------------------------------------------------- |
| 1・2 | 京成本線 | 上り | 京成船橋・日暮里・京成上野・押上・ 都営浅草線方面 |
| 3    | 京成本線 | 下り | 京成成田・ 成田空港方面                           |

- 上表の路線名は成田空港線（成田スカイアクセス）開業後の旅客案内の名称に基づいている。
- 上りは1番線が待避線、2番線が主本線である。下り列車の当駅止まりの一部列車は1番線に到着する（京成成田方面へは階段を利用して乗り換え）。
- 都営地下鉄浅草線で使用する5500形の夜間外泊が1運用組まれている。

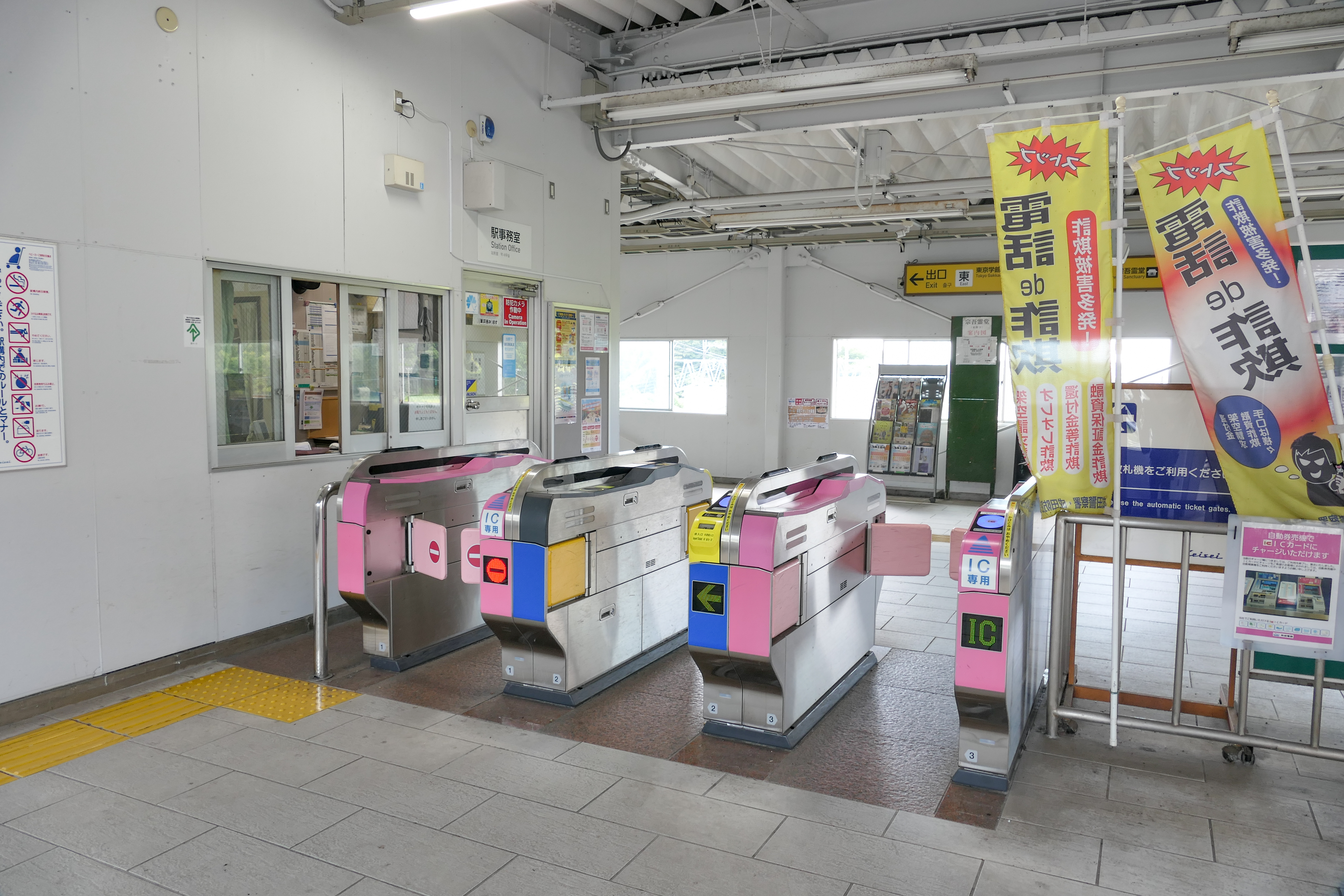
改札口（2023年8月）
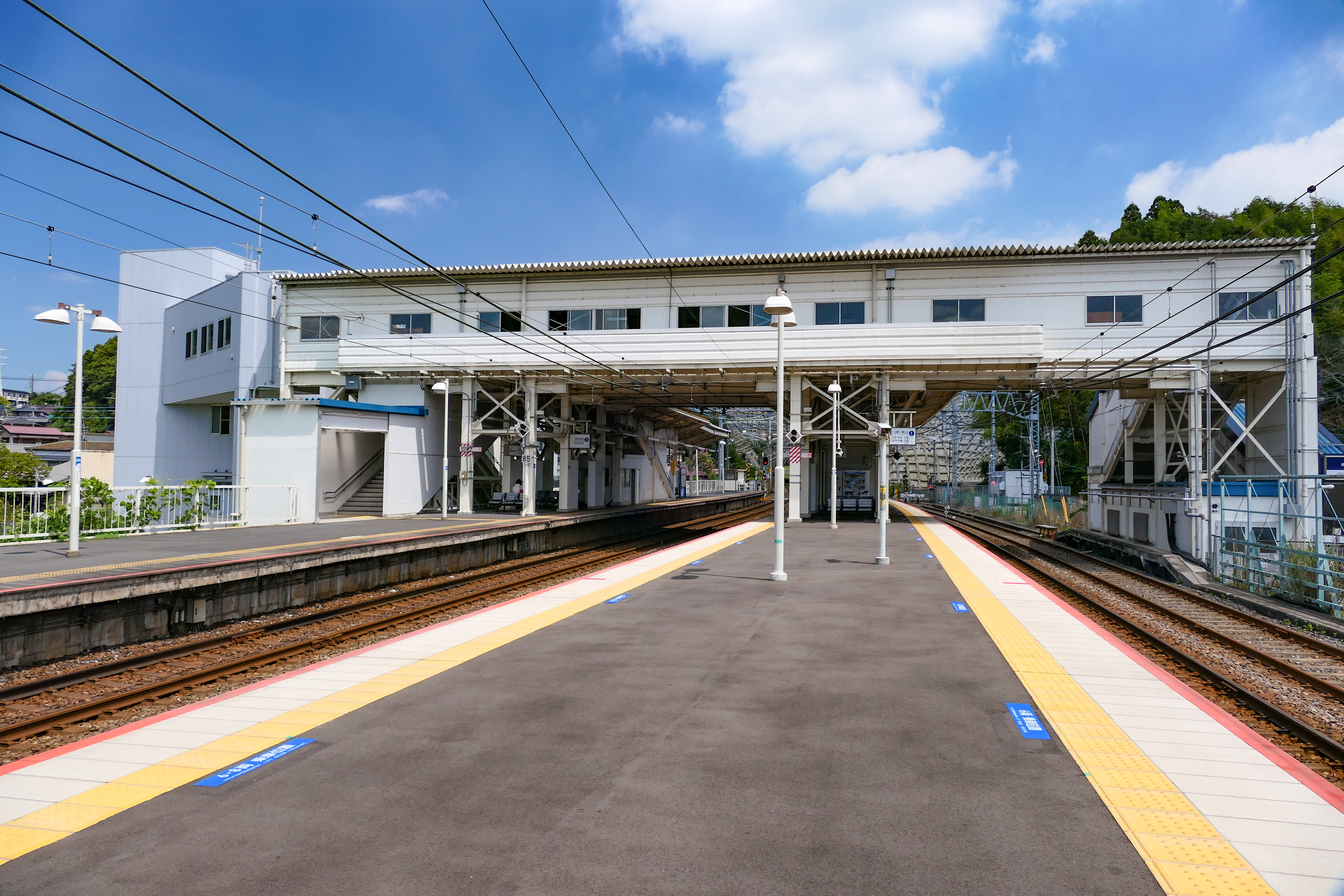
ホーム（2023年8月）

## 利用状況
2024年度の一日平均乗降人員は2,952人である。
近年の一日平均乗降・乗車人員推移は下表の通り。
| 年度               | 一日平均 乗降人員 | 一日平均 乗車人員 |
| ------------------ | ----------------- | ----------------- |
| 1998年（平成10年） |                   | 1,735             |
| 1999年（平成11年） |                   | 1,814             |
| 2000年（平成12年） |                   | 1,787             |
| 2001年（平成13年） |                   | 1,794             |
| 2002年（平成14年） |                   | 1,671             |
| 2003年（平成15年） | 3,100             | 1,512             |
| 2004年（平成16年） | 3,080             | 1,527             |
| 2005年（平成17年） | 2,987             | 1,479             |
| 2006年（平成18年） | 2,877             | 1,427             |
| 2007年（平成19年） | 2,583             | 1,287             |
| 2008年（平成20年） | 2,562             | 1,282             |
| 2009年（平成21年） | 2,584             | 1,296             |
| 2010年（平成22年） | 2,632             | 1,324             |
| 2011年（平成23年） | 2,583             | 1,297             |
| 2012年（平成24年） | 2,583             | 1,304             |
| 2013年（平成25年） | 2,536             | 1,275             |
| 2014年（平成26年） | 2,582             |                   |
| 2015年（平成27年） | 2,711             |                   |
| 2016年（平成28年） | 2,661             |                   |
| 2017年（平成29年） | 2,628             |                   |
| 2018年（平成30年） | 2,721             |                   |
| 2019年（令和元年） | 2,757             |                   |
| 2020年（令和02年)  | 2,185             |                   |
| 2021年（令和03年)  | 2,340             |                   |
| 2022年（令和04年)  | 2,476             |                   |
| 2023年（令和05年)  | 2,699             |                   |
| 2024年（令和06年)  | 2,952             |                   |

## 駅周辺

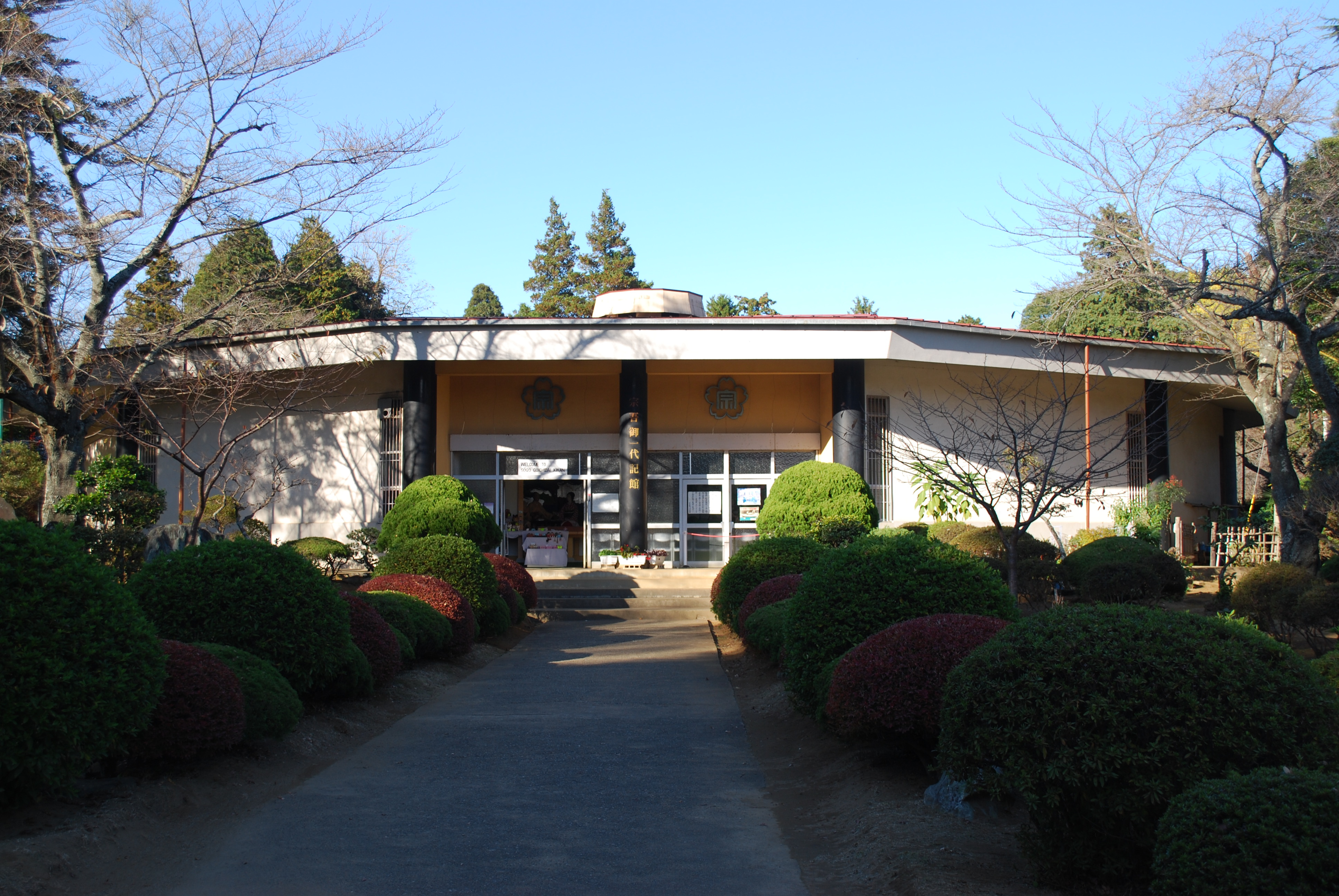
宗吾御一代記館

駅前にロータリー交差点は無く、駅周辺は住宅と畑、森林が混在している。駅西側（西口側）より、東勝寺（宗吾霊堂）に続く参道が続き、千葉県道137号宗吾酒々井線と交差し、東勝寺方面に進むと宗吾霊堂前交差点より国道464号（宗吾街道）と交差する。駅南側には国道51号が通る。駅北東側には酒々井町と成田市の境が存在する。

### 東口
- 東京学館高等学校（鎌形学園）
- 酒々井ちびっこ天国 - プール・娯楽施設。2017年から休園中。
- 京成電鉄研修所 - 社員研修所、電車運転士の養成も行う。
- 宗吾車両基地
- 京成ハーモニー 本社（特例子会社）

### 西口
- 成田市公津公民館
- 宗吾郵便局
- JA成田市 公津支所
- カーセールス・リード 本社
- 東勝寺（宗吾霊堂） - 義民・佐倉宗吾（木内惣五郎）の墓がある。
- 公津スポーツ広場

## 隣の駅
京成電鉄
 本線
■快速特急
通過
■特急・■通勤特急・■快速・■普通
京成酒々井駅 (KS37) - 宗吾参道駅 (KS38) - 公津の杜駅 (KS39)